# Jia Chong
En aquest nom xinès, el cognom és Jia.
Jia Chong (217–282), nom estilitzat Gonghe (公闔), formalment conegut com el Duc Wu de Lu (魯武公), va ser un oficial del període de la Dinastia Jin de la història xinesa. Va ser un assessor dels regents de Cao Wei Sima Shi i Sima Zhao durant el període dels Tres Regnes, i posteriorment va servir al fill de Sima Zhao, Sima Yan (Emperador Wu), després de l'establiment de la Dinastia Jin.

## Inicis i carrera durant Cao Wei
El pare de Jia Chong Jia Kui era un general militar de Cao Wei i era considerat l'epítom de la fidelitat a l'estat. Ells no va tenir un fill fins al final de la seva vida, i quan Jia Chong va néixer va mostrar-se molt content. Jia Chong va heretar el títol de marquès del seu pares després de la mort d'aquest últim. Ell més tard va servir sota el regent Sima Shi, i llavors sota el germà i successor de Sima Shi Sima Zhao. En el 257 EC, Sima Zhao el va enviar per investigar les intencions del general Zhuge Dan que podria haver decidit de tractar d'usurpar el tron de Cao Wei. Quan Jia va elogiar incessantment a Sima en presència de Zhuge, Zhuge s'ho va reprotxar i el va renyar, i quan Jia va tornar a la capital Luoyang, va advertir a Sima que Zhuge segurament no se li lliuraria. Sima per tant va convocar a Zhuge de retornar a la capital, forçant a Zhuge a revoltar-se, una revolta que ràpidament seria sufocada. Després de l'incident, Jia es va fer encara més important per Sima.
En el 260, l'emperador de Cao Wei, Cao Mao, incapaç de contenir la seva ira a causa del poder creixent de Sima Zhao, va intentar un colp d'estat per tractar de recuperar el poder perdut. Quan les forces sota el germà de Sima Zhao, Sima Zhou (司馬伷), ràpidament van perdre davant les de Cao Mao, era Jia qui estava disposat de revoltar-se contra l'emperador i qui a més va ordenar al seu subordinat Cheng Ji (成濟) d'adoptar qualsevol mesura per aixafar l'emperador. Cheng per tant va matar a l'emperador amb una llança—i en les conseqüències de l'incident, el sentiment públic demanava que tant Cheng com Jia foren ajusticiats. Sima Zhao va considerar l'assumpte per més de 10 dies, finalment va prendre la resolució de matar a Cheng (i anihilar el seu clan) emperò perdonar a Jia, no volent executar a algú que havia estat tan lleial a ell. A partir d'aquest moment, amb tot, la reputació de Jia de cara al poble era la d'un regicida.
Jia també jugaria un paper clau en la repressió de Sima Zhao de la revolta de Zhong Hui en el 264, com Jia va ser encarregat d'una força disposada per interceptar a Zhong, Zhong va haver de tractar de fer un ràpid atac contra la part central de l'imperi. (Zhong va ser al final assassinat pels seus propis soldats, això no obstant, sense haver-se topat amb Jia en batalla.)

## Carrera durant Jin
En el 265, després de la mort de Sima Zhao, el fill de Sima Zhao Sima Yan va forçar a l'últim emperador de Cao Wei, Cao Huan, a abdicar a favor seu, acabant Cao Wei i establint la Dinastia Jin (com a emperador Wu). Jia, per ser un figura clau en l'impuls del poder dels Sima, continuà sent una figura important en el govern, i va ser comissionat per l'emperador Wu amb l'autoria de les lleis penals de Jin, inicialment va considerar ser molt més clement que l'estricta legislació de Cao Wei. (Això no obstant, l'aplicació desigual d'aquestes lleis significà que els principals beneficiaris foren els nobles.) Se li va concedir el títol de Duc de Lu.
Durant anys, Jia va tenir constants lluites dins del govern amb Ren Kai (任愷) i Yu Chun (庾純), i en el 271, Ren i Yu van ser capaços de tenir a Jia fora, enviat per combatre el rebel de Xianbei Tufa Shujineng (禿髮樹機能). Jia no volia lluitar amb Tufa en absolut, i va ser capaç d'invertir l'ordre tenint a la seva esposa adulant i persuadint a l'esposa de l'Emperador Wu, l'Emperadriu Yang Yan per recomanar a la seva filla Jia Nanfeng de ser la princesa hereva de l'hereu discapacitat del desenvolupament de l'Emperador Wu, el Príncep Hereu Zhong. En el 272, es va defensar i va ser capaç d'excloure a Ren i Yu del govern.
En el 279, quan l'Emperador Wu va establir el llançament d'un gran atac contra Wu Oriental per tractar de conquerir-lo, Jia s'oposà, argumentant que Wu Oriental era massa difícil de conquerir. L'Emperador Wu no el va escoltar, i de fet ho va fer el coordinador de l'atac de sis puntes;

## Família
- Pare: Jia Kui, nomenat inspector de la província de Yu, a Cao Wei
- Mare: Dama Liu (柳氏), títol atorgat de Gran Dama de Lu
- Germà menor: Jia Hun (賈混), títol atorgat de Marquès de Yongping
- Nebots:
  - Jia Yi (賈彝), nomenat Cavaller de Porta Groga durant la dinastia Jin
  - Jia Zun (賈遵), nomenat Cavaller de Porta Groga durant la dinastia Jin
  - Jia Mo (賈模), nomenat Assistent del Palau i Conseller de la Llar durant la dinastia Jin
- Esposes:
  - Li Wan (李婉), filla de Li Feng, va donar a llum a Jia Bao i Jia Yu
  - Guo Huai (郭槐), filla de Guo Pei (郭配), va donar a llum a Jia Limin, a Jia Nanfeng i a Jia Wu
- Xiquets:
  - Jia Limin (賈黎民), fill de Jia Chong i Guo Huai, mort d'una malaltia després que la seva pròpia mare matara a la seva dida
  - Jia Bao (賈褒), fill major de Jia Chong i Li Wan, casat amb Sima You
  - Jia Yu (賈裕), filla menor de Jia Chong i Li Wan
  - Jia Nanfeng (賈南風), filla major de Jia Chong i Guo Huai, casada amb l'Emperador Hui de Jin
  - Jia Wu (賈午), filla jove de Jia Chong i Guo Huai, casada amb Han Shou (韓壽)
- Net: Jia Mi (賈謐), fill de Jia Wu, va continuar amb la línia familiar Jia, nomenat Assistent de Palau, mort per Sima Lun